# Wolf (Traben-Trarbach)
Wolf ist ein Stadtteil von Traben-Trarbach im rheinland-pfälzischen Landkreis Bernkastel-Wittlich. Er liegt rechts der Mosel zwischen dem zur Gemeinde Kinheim gehörenden Ortsteil Kindel und dem Stadtteil Trarbach der Stadt Traben-Trarbach.

## Geschichte
Der auf einer Halbinsel in einer Moselschleife gelegene Ort war lange nur schwer zugänglich, da es keine Landverbindung zu den Nachbargemeinden gab. Erst seit 1880 war er durch einen regelmäßigen Fährverkehr über die Mosel erreichbar und 1962 wurde eine Brücke in Betrieb genommen.

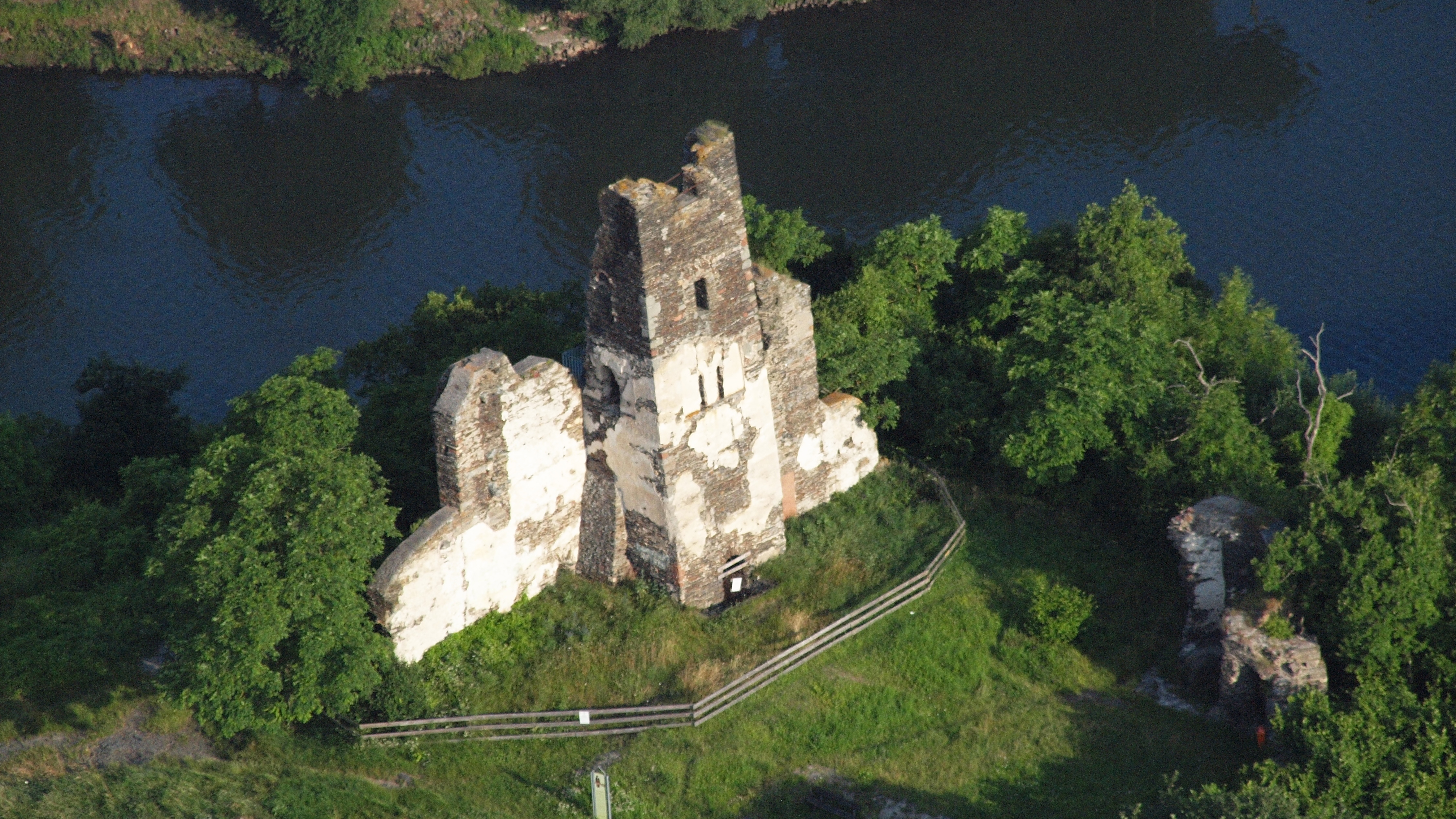
Wolfer Klosterruine

Von 1825 bis 1892 war der Ort Sitz des Kirchenkreises Wolf. Nachdem die Evangelische Kirchengemeinde diesen verlassen hatte, wurde er in Kirchenkreis Trier umbenannt. Wolf gehörte danach zum Kirchenkreis Trarbach, seit 1972 zum Kirchenkreis Simmern-Trarbach. Auf dem Göckelsberg im Südwesten des Ortes liegt die Ruine des Klosters Wolf (1478–1560).
1933 hatte die Gemeinde 720 Einwohner, 1963 waren es 842 Einwohner.
Seit dem 7. Juni 1969 gehört die bis dahin eigenständige Gemeinde Wolf zur Stadt Traben-Trarbach.

## Politik

### Ortsbezirk
Der Ortsteil Wolf ist gemäß Hauptsatzung einer von zwei Ortsbezirken der Stadt Traben-Trarbach. Er wird politisch von einem Ortsbeirat und einem Ortsvorsteher vertreten.

### Ortsbeirat
Der Ortsbeirat von Wolf besteht aus sieben Mitgliedern, die bei der Kommunalwahl am 9. Juni 2024 in einer personalisierten Verhältniswahl gewählt wurden, und der ehrenamtlichen Ortsvorsteherin als Vorsitzender.
Die Sitzverteilung im Ortsbeirat:
| Wahl | SPD | CDU | FDP | FWG (*) | Gesamt  |
| ---- | --- | --- | --- | ------- | ------- |
| 2024 | 4   | –   | –   | 3       | 7 Sitze |
| 2019 | 6   | –   | –   | 1       | 7 Sitze |
| 2014 | 4   | 1   | –   | 2       | 7 Sitze |
| 2009 | 2   | 2   | –   | 3       | 7 Sitze |
| 2004 | 1   | 2   | 1   | 3       | 7 Sitze |

### Ortsvorsteher
Beatrix Kimnach wurde 2014 Ortsvorsteherin von Wolf. Bei der Direktwahl am 26. Mai 2019 wurde sie mit einem Stimmenanteil von 87,43 % für weitere fünf Jahre in ihrem Amt bestätigt. Da für die Direktwahl am 9. Juni 2024 kein gültiger Wahlvorschlag eingereicht wurde, obliegt die Neuwahl des Ortsvorstehers gemäß rheinland-pfälzischer Gemeindeordnung dem Rat. Dieser hat zunächst keinen Bewerber gefunden und vertagte die Neuwahl. Die bisherige Ortsvorsteherin Beatrix Kimnach führt die Aufgaben geschäftsführend weiter.

## Weinbau
Weinlagen (moselabwärts gesehen)
- Wolfer Auf der Heide
- Wolfer Goldgrube
- Wolfer Schatzgarten
- Wolfer Klosterberg
- Wolfer Sonnenlay

## Verkehr

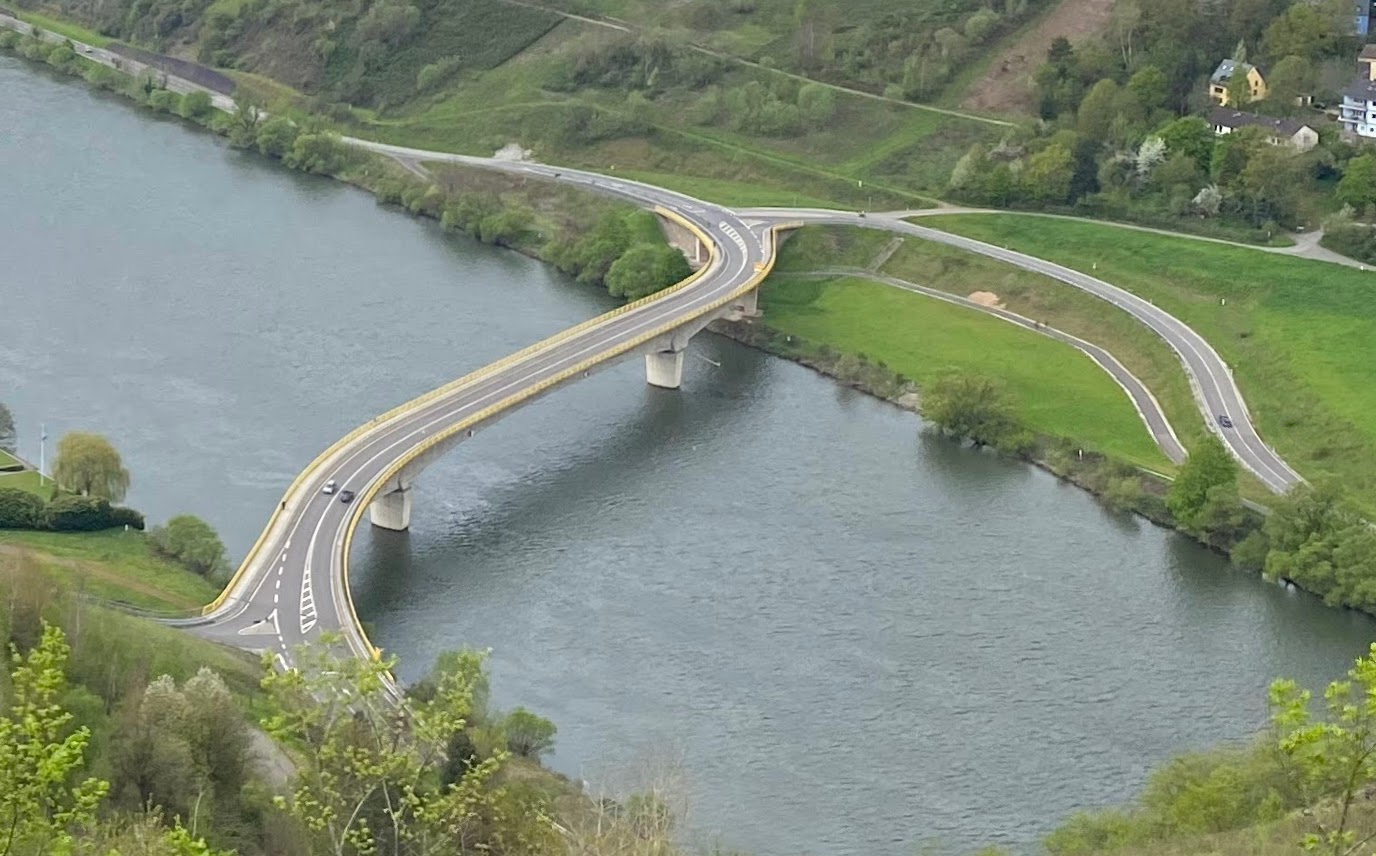
Die Moselbrücke Wolf-Traben

Die Bundesstraße 53 verbindet den Ort mit Traben über die Moselbrücke Wolf-Traben von 2015. Sie liegt am Mosel-km 109,55, hat eine Länge von 311 m und liegt 7,50 m über HSW. Die Kreisstraße 102 verbindet Wolf über die Moselbrücke Wolf von 1963 mit der linken Moselseite und nochmals mit der B 53. Die Brücke liegt am Mosel-km 110,66, hat eine Länge von 270 m und liegt 6,65 m über HSW.